# Relaciones Costa Rica-Palestina
Las relaciones diplomáticas entre la República de Costa Rica y el Estado de Palestina son muy recientes. En 2007 bajo la presidencia de Óscar Arias Sánchez Costa Rica movió su sede diplomática de Jerusalén a Tel Aviv, dejando de ser junto a El Salvador (que hizo lo mismo poco después) uno de los dos países con embajada en la ciudad santa. Costa Rica reconoció formalmente a Palestina en 2008 y en 2009 fue acreditado ante el país Riyad Mansour, primer embajador de Palestina en San José.
Durante la administración Chinchilla Miranda Costa Rica votó a favor del ingreso de Palestina como estado en la UNESCO y como estado observador no miembro en la Organización de Naciones Unidas. Las relaciones se mantuvieron normales durante la administración de su sucesor Luis Guillermo Solís, bajo la cual la Cancillería costarricense condenó las muertes de civiles palestinos en la operación Margen Protector, si bien también condenando las acciones de Hamás. Costa Rica fue uno de los 29 países que votó a favor de investigar a Israel por crímenes de guerra como fue propuesto por la Alta Comisionada de las Naciones Unidas para los Derechos Humanos, Navanethem Pillay.